# Karl Renar
Karl Renar (* 26. Mai 1928 in Wien; † 22. Januar 1991 in München) war ein österreichischer Schauspieler.

## Leben
Nach der Schulzeit erhielt er Schauspielunterricht bei Dorothea Neff. Seine ersten Theaterrollen übernahm er in Wien, anschließend folgten Engagements am Deutschen Schauspielhaus in Hamburg und am Staatstheater Stuttgart.
Seit 1965 gehörte er zum Ensemble der Münchner Kammerspiele. Dort verkörperte er unter anderem Havlitschek in Geschichten aus dem Wiener Wald (1966), Etienne in Georges Feydeaus Der Floh im Ohr (1967), den Ministerpräsidenten in der Erstaufführung von Edward Bonds Schmaler Weg in den tiefen Norden (1969), Pierrot in Dom Juan und Chaumet in Dantons Tod (1971/72), Derwisch in Nathan der Weise (1972), Edi in Gespenster (1973/74), Invalider in Glaube Liebe Hoffnung (1975), Scharfrichter in Jean Genets Der Balkon und Sophies Bruder in Der Alpenkönig und der Menschenfeind (1976/77), Nagg in Endspiel und Saint George in Clavigo (1978/79), Georg von Waldstätten in Das Käthchen von Heilbronn (1979/80), Hofprediger in Leonce und Lena (1980/81), den zweiten Feldherrn in Amphitryon (1982/83) und von Wolblitz in Ernst Tollers Der entfesselte Wotan (1983/84).
Renar arbeitete auch als Schauspiellehrer und für den Hörfunk. Beim Fernsehen war er besonders in zahlreichen Krimiserien zu sehen. Er starb an den Folgen eines Herzinfarkts und ist in München auf dem Neuen Südfriedhof bestattet.

## Filmografie
| - 1953: Dame Kobold - 1966: Stahlschrank SG III (Serie Die fünfte Kolonne) - 1966: Judith - 1967: Heydrich in Prag - 1968: Die Katze - 1971: Der plötzliche Reichtum der armen Leute von Kombach - 1972: Novellen aus dem wilden Westen (Serie) - 1972: Pater Brown – Der Mann in der Passage - 1972: Der Prozeß gegen die neun von Catonsville - 1973: Die Handschrift (Serie Frühbesprechung) - 1974: Der Rote (Serie Der kleine Doktor) - 1975: Tatort – Die Abrechnung - 1975: Bis zur bitteren Neige - 1975: Die Verwandlung - 1976: Derrick – Das Superding - 1976: Derrick – Der Mann aus Portofino - 1977: Der Alte – Jack Braun (Folge 2) - 1978: Der Mann im Schilf - 1980: Der Alte – Morddrohung (Folge 37) - 1980: Derrick – Tödliche Sekunde - 1981: Polizeiinspektion 1 – Der Spieler - 1981: Der Alte – Freispruch (Folge 48) - 1981: Der Alte – Der Zigeuner (Folge 52) | - 1982: Derrick – Ein Fall für Harry - 1982: Der Androjäger – Baue nie ein Tier zum Scherz - 1983: Polizeiinspektion 1 – Grenzfälle - 1983: Derrick – Attentat auf Derrick - 1984: Polizeiinspektion 1 – Der Experte - 1984: Derrick – Ende einer Sehnsucht - 1985: Derrick – Gregs Trompete - 1985: Polizeiinspektion 1 – Logierbesuch - 1985: Derrick – Kranzniederlegung - 1986: Das unverhoffte Glück (als Amtsdiener Blimm) - 1986: Der Alte – Killer gesucht (Folge 107) - 1986: Polizeiinspektion 1 – Alles inklusive - 1987: SOKO 5113 – Waffennarren - 1987: Der Alte – Ein teuflischer Plan (Folge 119) - 1988: Polizeiinspektion 1 – Nachtgeschäfte - 1988: Faust – Vom Himmel durch die Welt zur Hölle - 1988: Derrick – Mordträume - 1989: Fabrik der Offiziere (Mehrteiler) - 1989: Die schnelle Gerdi (Serie) - 1989: Derrick – Blaue Rose - 1989: Derrick – Ein merkwürdiger Tag auf dem Lande - 1990: Das schreckliche Mädchen - 1990: Derrick – Des Menschen Feind |